# Facultatea de Limbi și Literaturi Străine a Universității Alecu Russo
Facultatea de Limbi și Literaturi Străine (LSS) a Universității Alecu Russo din Bălți a fost fondată în 1954, fiind transferată de la Institutul Pedagogic din Chișinău. Facultatea include următoarele trei catedre: Catedra de Filologie engleză, Catedra de Filologie franceză și Catedra de Filologie germană. Au fost constituite un  șir de 
substructuri, ﬁnanțate atât de universitate cât și din exterior: Resource Center al Catedrei de Filologie engleză; Centre Francosphere al Catedreo de Filologie franceză și Werkstatt al Catedrei Filologie germană.

## Specializări
Ciclul I:
- Limba și literatura engleză și limba franceză;
- Limba și literatura engleză și limba germană;
- Limba și literatura franceză și limba engleză;
- Limba și literatura franceză și limba germană;
- Limba și literatura germană și limba engleză;
- Limba și literatura engleză și limba germană (traducători);
- Limba și literatura franceză și limba engleză (traducători).

Ciclul II:
- Tehnologii și principii educaționale moderne în limbile străine.

Ciclul III, studii de doctorat:
- Limbi moderne aplicate.